# تفريت ناث الحاج
تفريت ناث الحاج، تقع القرية بمنطقة القبائل، في ولاية تيزي وزو، وتحديدا في دائرة أزفون، بلدية أقرو. على بعد 10 كم من إعكورن، 18 كم من عزازقة، و26 كيلومترا من أزفون، على سفح جبل تامڨوط، الذي يرتفع إلى علو 1252 م.
تنتمي القرية إلى دوار اث فليق. موقعها يحمل إمكانات هائلة، ويقدم خصائص تسمح الحلم. يضم الموقع قريتين اخريين: (تفريت اوفلى) في الأعلى و (لعزيب) في الأسفل.
تضم القرية زاوية اسست في 1402م، وهي مشهورة بالوالي الصالح المرابط (سيدي موح وعلي الحاج)، (1610م - 1680م). عند مدخل القرية توجد مقبرة قديمة في المكان المسمى تاغاماشت بِها ضريح سيدي موح وعلي الحاج، وزوجته عائشة تزروقت.

## التاريخ والاستيطان
في وقت لم يحدد بعد، لا ربما لم تكن القرية قائمة.
من المعروف ان أول السكان يدعون بِآث سومارتن, حيث لا تزال موجودة اليوم أطلالهم في الحدائق والميادين. اضطروا إلى المنفى بعدما لم يريدو الاستسلام إلى  سيدي موح وعلي الحاج . فاستقروا في قرية تابودوشت في عرش اث جناد. وبقي مند ذلك الوقت حتى اليوم، عائلة واحدة منهم وضعت نفسها تحت لعنايا (الحماية المقدسة للولي)، وقد وافقت تلك العائة على خدمته. تكنى تلك العائلة بِاث الحاج.
.سيدي محند وعلي الحاج هو جد غالبية السكان الحاليين، هو ابن علي ابن القائد بن يعلا. قدم إلى تفريت في 1640م بعد وقفة في قرية تاكوشت في 1630م حيث ضريح أبوه. تزوج موح وعلي الحاج بي عائشة تزروقت ناث وغليس آسامر .

في الأصل، بسبب صراع على السلطة، دفعت عشيرة جده «يعلا» كاملة إلى مغادرة تلمسان من طرف الزيانيين حتى أقاصي عين الصفراء حيث عاشوا بها 24 عاما قبل أن يقبض عليهم للمرة الثانية واستقر بهم المطاف في وادي مبطوح في منطقة سيدي بلعباس - قبل أن يتفرقوا في شمال أفريقيا.
جذّرت عدّة طرق صوفية بمنطقة القبائل منذ قرون طويلة، ونتيجة لذلك ظهرت العديد من المدارس الشعرية والفنية التي تؤدي (الحضرة الصوفية) بمضامين شعرية تحمل قيما روحية ما تزال حية معبرة عن أصالة الأولياء والصالحين، وأهمية التقوي والصفاء الروحي الداخلي الذي يمثّله الرسول عليه الصلاة والسلام بوصفه النموذج الأعلي للممارسة الدينية والروحية الإسلامية. ومن عادات المنطقة الشعر الصوفي، غناء أو مديح في (الحضرات) والمناسبات الدينية المختلفة، ويخصّ أهل منطقة تفريت ذكري عاشوراء باحتفال كبير تذبح فيه الذبائح وتقام فيه الحضرة الصوفية التي يحضرها جميع أهل القرية ويأتيها الناس من كل مكان، وما يزال هذا الاحتفال يقام إلي يومنا هذا.

## بطون القرية
أحفاد الوالي سيدي محند وعلي الحاج، له 3 أبناء علي، يحي وعبد المؤمن:
- آث علي (محيوت، مادوش، ماهني ومايدي)
- آث يحي (لعلجي، لامالي ولامري)
  - إبخوتن (لابرش)
- آث عبد المؤمن، وهم 3 أبناء سعدي، اعمر واحند
  - آث سعدي (لعّبان)
  - آث اعمر (لاغوب، لاهوم، لايهم، لعقرب ولاكر)
  - آث احند
    - اث حند اوشيخ (خليل)
    - اث اومزيان (خرسي وكربال)
    - اث اوعموش (كتو)
    - اث علي أو حند (امقران، ڨندوز وسعيد)
    - اث حند وشهبون (كرشوش)

### البطون الأخرى
- آث بوعزة، احفاد عائشة تزروقت وزوجها الأول
  - آث وشعبان
  - آث منصور
  - آث موح اوشيخ
- آث الحاج، عائلة منبثقة من السكان الاصليين إسومرتن
- آث عبد الرحمان
  - آث البشير
  - آث اوصديق
  - آث صالح
  - آث بوشريف
- آث وعراب
- آث المهدي
- آث وعلي
- آث الشيخ
- إمدحاسن
- إطيّبن
- آث براهم